# Iranada
Iranada is een geslacht van vlinders van de familie spinneruilen (Erebidae), uit de onderfamilie Calpinae.

## Soorten
- I. ornata Brandt, 1938
- I. secunda Erschoff, 1874
- I. tarachoides Bytinsky-Salz & Brandt, 1937
- I. turcorum (Zerny, 1915)
- I. venusta Brandt, 1939
- I. versicolor Brandt, 1939